# Lampadoscopi
El Lampadoscopi és una llanterna màgica adaptada a una làmpada de petroli que va permetre augmentar la intensitat de la llum. Va aparèixer a mitjans del segle xix i la primera fou creada per Lapierre i Perreau.
Aquest dispositiu que se li podia aplicar un sistema d'il·luminació en forma de quinqué, tenia com a element central unes plaques de projecció, habitualment construïdes amb vidre transparent, que il·lustraven des de faules y contes infantils fins temes al·legòrics, còmics, divulgatius o esdeveniments de l'actualitat. S'utilitzava en sessions tant de caràcter públic com privat, d'orientació instructiva o lúdica. D'aquesta manera es va anar convertint en un mitjà de comunicació bastant versàtil.